# Karolino (rejon dokszycki)
Karolino – dawny folwark. Tereny, na których leżał, znajdują się obecnie na Białorusi, w obwodzie witebskim, w rejonie dokszyckim, w sielsowiecie Sitce.

## Historia
W czasach zaborów w powiecie wilejskim w guberni wileńskiej Imperium Rosyjskiego.
W dwudziestoleciu międzywojennym folwark leżał w Polsce, w województwie wileńskim, w powiecie duniłowickim, od 1926 w powiecie dziśnieńskim, w gminie Parafianów.
Według Powszechnego Spisu Ludności z 1921 roku zamieszkiwały tu 43 osoby, wszystkie były wyznania rzymskokatolickiego i zadeklarowały polską przynależność narodową. Były tu 4 budynki mieszkalne. W 1931 w 5 domach zamieszkiwało 56 osób.
Wierni należeli do parafii rzymskokatolickiej w Parafianowie. Miejscowość podlegała pod Sąd Grodzki w Dokszycach i Okręgowy w Wilnie; właściwy urząd pocztowy mieścił się w Parafianowie.